# Toszek
Toszek est une ville de Pologne, située dans le sud du pays, dans la voïvodie de Silésie. Elle est le siège de la gmina de Toszek, dans le powiat de Gliwice.